# Buonasera con...
Buonasera con... è stato un programma televisivo italiano per ragazzi, trasmesso dalla Rete 2 per 34 edizioni e 732 puntate dal 1º novembre 1977 all'11 giugno 1982.

## Produzione
Il programma era un "contenitore" che trasmetteva serie di cartoni animati e telefilm presentato da un conduttore, in genere un noto personaggio dello spettacolo, che cambiava in ogni edizione, dalla durata variabile. Vi fu qualche eccezione a questa regola e talvolta fu lasciato al conduttore il semplice compito di annunciare le serie presentate, che occupavano l'intera programmazione, come nel caso di Maria Giovanna Elmi nel 1978 con Buonasera con... Superman e UFO Robot Goldrake. In due edizioni il programma divenne un game show; quella intitolata Buonasera con... Jet Quiz, che fu l'unica esperienza di conduzione di Attilio Ciciotto, e l'ultima, condotta da Enrica Bonaccorti e José Altafini, dal titolo Buonasera con... Mondiale!. In altre invece la trasmissione era un documentario, come quella di Giancarlo Governi Buonasera con... il pianeta Totò, realizzato con il montaggio di film del grande comico napoletano, o quella di Enzo Biagi sulla storia d'Italia intitolata Buonasera con... Ma che storia è questa.

## Caratteristiche
Il programma era diviso in due parti: nella prima il conduttore intratteneva il pubblico con un piccolo spettacolo di varietà, mentre nella seconda veniva trasmessa una serie di telefilm o di cartoni animati. Tra i conduttori vi furono Franco Franchi, Mario Carotenuto, Renato Rascel, Alberto Lupo, Silvan, il Quartetto Cetra, Carlo Dapporto, Rita Pavone, Macario, Franca Rame, Tino Scotti, Aldo e Carlo Giuffré, Rossano Brazzi, Ave Ninchi, Milva, Enrico Maria Salerno e Peppino De Filippo alla sua ultima apparizione assoluta.

## Sigle
La trasmissione era contraddistinta anche dalle sigle, in diversi casi di buon successo, come Pierino ha la febbre cantata dal Quartetto Cetra, Sarò Franco cantata da Franco Franchi, Sì... buonasera! cantata da Renato Rascel, Ciao nonnino, cantata da Erminio Macario, Paperita cantata da Rita Pavone, La gallina, cantata da Peppino De Filippo, Il mestiere dell'attore cantata da Tony Cucchiara, Giovane giovane giò cantata da Enrico Maria Salerno e Il cavaliere della sera cantata da Tino Scotti. Alcune sigle furono cantate anche dal Coro dei Piccoli Cantori di Milano di Niny Comolli e dal Coro I Nostri Figli diretto da Nora Orlandi (ad esempio Skate board).

## Conduttori
| Ediz. | Conduttore |
| ----- | --- |
| 1     | Mario Carotenuto |
| 2     | Silvan |
| 3     | Maria Giovanna Elmi |
| 4     | Quartetto Cetra |
| 5     | Nanni Loy |
| 6     | Maria Giovanna Elmi |
| 7     | Franco Franchi |
| 8     | Renato Rascel |
| 9     | Quartetto Cetra |
| 10    | Luciano Salce |
| 11    | nessuno |
| 12    | Attilio Ciciotto |
| 13    | Rita Pavone |
| 14    | Lina Wertmüller, Ornella Muti, Paolo Poli, Renzo Arbore, Luigi Comencini, Francesco Altan, Ugo Gregoretti, Angela e Luciana Giussani, Mario Marenco, Elisabetta Terabust, Luigi Malerba, Paolo Rossi, Bruno Munari, Sergio Endrigo, Dario Fo, Italo Calvino, Giorgio Gaslini, Gianni Rodari, Emanuele Luzzati, Ottavia Piccolo |
| 15    | Erminio Macario |
| 16    | Alberto Lupo |
| 17    | Peppino De Filippo |
| 18    | Franca Rame |
| 19    | Carlo Dapporto |
| 20    | Ugo Gregoretti |
| 21    | nessuno |
| 22    | Rossano Brazzi |
| 23    | Tino Scotti |
| 24    | Enzo Biagi |
| 25    | Giancarlo Governi |
| 26    | Enrico Maria Salerno |
| 27    | Alice ed Ellen Kessler |
| 28    | Nick Carter |
| 29    | Ave Ninchi |
| 30    | Paolo Ferrari |
| 31    | Aldo e Carlo Giuffré |
| 32    | Fred Bongusto |
| 33    | Milva, Massimo Boldi, Teo Teocoli |
| 34    | Enrica Bonaccorti, José Altafini |

## Autori
| Ediz. | Autore                                                                                                   |
| ----- | --- |
| 1     | Marcello Casco, Marcello Ciorciolini, Guido Leoni, Sandro Leoni                                          |
| 2     | Sergio Paolini, Stelio Silvestri                                                                         |
| 3     | nessuno                                                                                                  |
| 4     | Mario Amendola, Bruno Corbucci, Tata Giacobetti, Romolo Siena                                            |
| 5     | Patrizia Carrano, Marcello Ciorciolini, Nanni Loy                                                        |
| 6     | nessuno                                                                                                  |
| 7     | Castellano e Pipolo, Roberto Gianviti, Marcello Marchesi, Giorgio Mariuzzo, Vittorio Vighi, Jacopo Rizza |
| 8     | Leo Chiosso, Sergio D'Ottavi                                                                             |
| 9     | Tata Giacobetti, Romolo Siena                                                                            |
| 10    | Leo Chiosso, Sergio D'Ottavi, Luciano Salce                                                              |
| 11    | Guido De Maria, Giancarlo Governi                                                                        |
| 12    | Antonio Bacchieri, Aldo Novelli                                                                          |
| 13    | Marcello Ciorciolini                                                                                     |
| 14    | |
| 15    | Leo Chiosso, Sergio D'Ottavi, Mauro Macario                                                              |
| 16    | Jacopo Rizza, Vittorio Vighi                                                                             |
| 17    | Luigi De Filippo                                                                                         |
| 18    | Dario Fo, Franca Rame                                                                                    |
| 19    | Carlo Silva, Gustavo Palazio, Carlo Dapporto                                                             |
| 20    | Alfredo Cerrato, Ugo Gregoretti                                                                          |
| 21    | nessuno                                                                                                  |
| 22    | Corima, Stefano Jurgens                                                                                  |
| 23    | Sergio Paolini, Stelio Silvestri, Tino Scotti, Romolo Siena                                              |
| 24    | Enzo Biagi, Alberto Gozzi, Giuseppe Pardieri                                                             |
| 25    | Giancarlo Governi                                                                                        |
| 26    | Leo Chiosso, Sergio D'Ottavi                                                                             |
| 27    | Antonio Amurri, Dino Verde                                                                               |
| 28    | Guido De Maria, Giancarlo Governi                                                                        |
| 29    | Sergio Paolini, Stelio Silvestri                                                                         |
| 30    | Guido Leoni, Paolo Ferrari                                                                               |
| 31    | Leo Chiosso, Sergio D'Ottavi                                                                             |
| 32    | Emilio Colombino, Maurizio Catalani, Paolo Limiti                                                        |
| 33    | |
| 34    | Sergio Paolini, Stelio Silvestri                                                                         |